# Laura Himmelreich

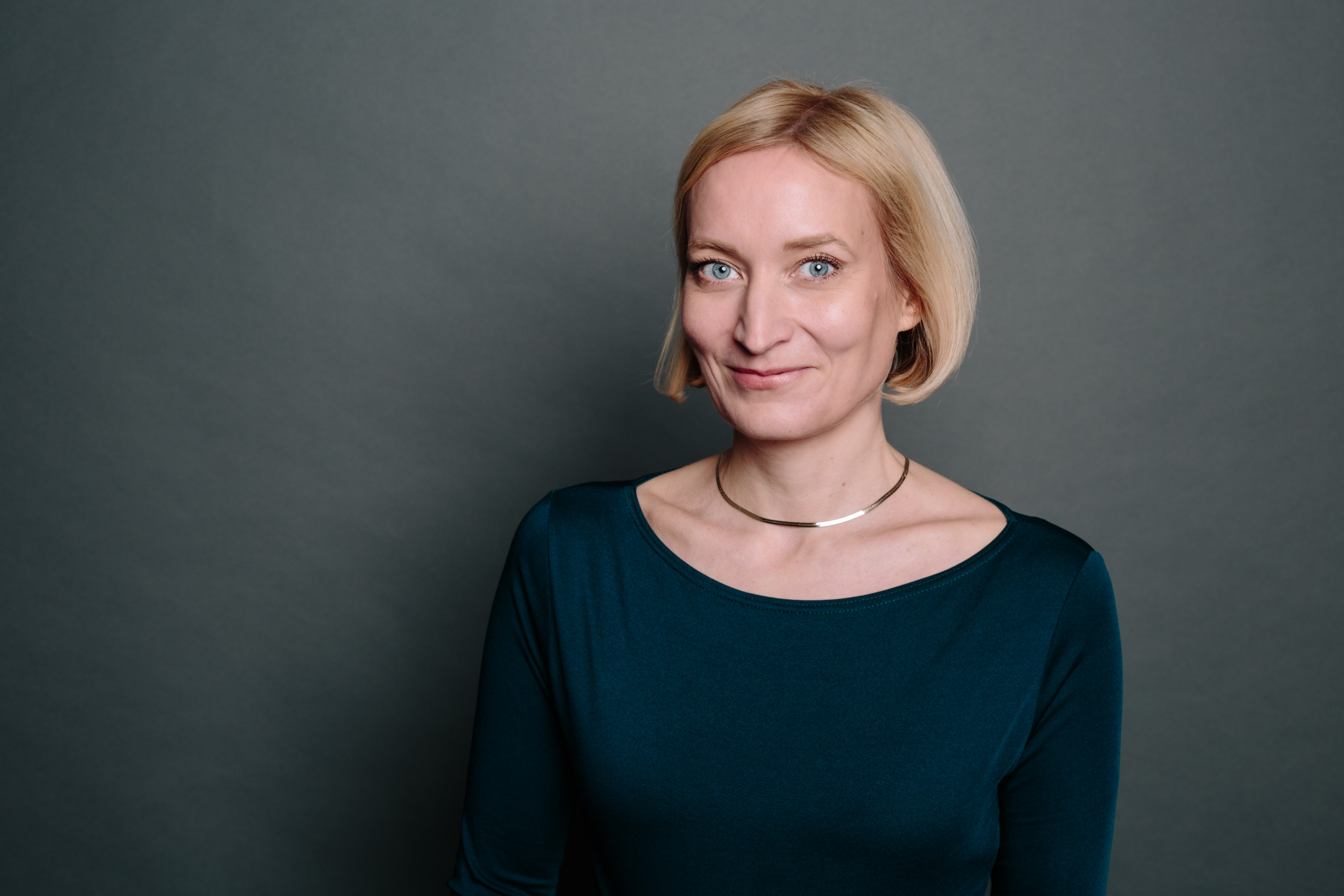
Laura Himmelreich (2025)

Laura Himmelreich (* 1. Oktober 1983 in München) ist eine deutsche Journalistin.

## Leben
Himmelreich studierte Politikwissenschaft sowie Wirtschafts- und Sozialgeschichte in Göttingen und Prag. Danach besuchte sie von 2009 bis 2010 die Henri-Nannen-Journalistenschule in Hamburg und schrieb als freie Journalistin u. a. für die Süddeutsche Zeitung, Die Zeit, Spiegel Online und das Nachrichtenmagazin Stern. Zu ihren Themenschwerpunkten gehörten Innenpolitik, Wirtschaft und Sozialpolitik. Ab 2010 war sie Redakteurin im Ressort Politik im Berliner Büro des Stern, für den sie u. a. regelmäßig über die FDP berichtete.
2012 wurde ihre Sozialreportage Eine Reise ohne Wiederkehr für den Deutschen Reporterpreis in der Kategorie Beste Reportage nominiert und 2013 im Rahmen des Hansel-Mieth-Preises ausgezeichnet. Der Herrenwitz, ein Porträt über Rainer Brüderle im Stern, löste eine bundesweite Debatte über Sexismus und sexuelle Belästigung von Frauen aus.
Zum 1. Juni 2016 wechselte Himmelreich als Chefredakteurin zur deutschen Online-Ausgabe des Lifestyle- und Jugendmagazins Vice. Im September 2018 wurde sie Chefredakteurin aller deutschsprachigen Ausgaben. Die österreichische Redaktion kritisierte die Strukturänderung und verließ geschlossen das Unternehmen. Im Juni 2019 verließ Himmelreich Vice. Im November 2019 wurde sie stellvertretende Chefredakteurin Digital der Funke Zentralredaktion. Von April 2022 bis 2025 war sie stellvertretende Chefredakteurin und Head of Digital der Funke Zentralredaktion.
2017 wurde Himmelreich zusammen mit Hans-Martin Tillack und Ulrich Neumann für ihre investigative Recherche zu prekären Arbeitsverhältnissen bei der Drogeriekette Rossmann, die 2016 unter dem Titel Rossmanns Tagelöhner im Stern erschien, in der Kategorie „Investigative Leistung“ für den Nannen-Preis nominiert.
2017 wählte die Jury des Medium Magazins Himmelreich auf den dritten Platz in der Kategorie „Chefredaktion des Jahres 2017“.
Seit Februar 2025 ist Himmelreich stellvertretende Chefredakteurin des Tagesspiegel.

## Feature „Der Herrenwitz“
In dem Porträt Der Herrenwitz im Stern vom 24. Januar 2013 schilderte sie eine anzügliche Bemerkung des FDP-Spitzenkandidaten am Abend des Dreikönigstreffens der FDP am 6. Januar 2012. Demnach habe Brüderle in einer Hotelbar auf ihren Busen geschaut und gesagt: „Sie können ein Dirndl auch ausfüllen.“ Neben dieser Begebenheit zeichnet Himmelreich mit Schilderungen weiterer Situationen das Bild eines Mannes in „Dauererotisierung“, der Schlüpfrigkeiten ihrer Popularität wegen nutze.

### Sexismusdebatte
Verstärkt durch die auf Twitter unter dem Hashtag #aufschrei geführte Debatte über sexistische Bemerkungen und Übergriffe, denen sich Frauen in ihrem alltäglichen Leben ausgesetzt sehen, wurde die Sexismus-Debatte auch ein beherrschendes Thema in Print-Medien und Fernsehsendungen wie den Talkshows Markus Lanz, Maybrit Illner und Günther Jauch sowie in der internationalen Presse und „schwappte bis in die USA“. Die Süddeutsche Zeitung befand, dass Laura Himmelreich mit ihrem Stern-Artikel über Rainer Brüderle die Sexismus-Debatte maßgeblich mit angestoßen habe.

### Reaktionen der FDP
FDP-Vorstandsmitglied Wolfgang Kubicki warf Laura Himmelreich einen journalistischen „Tabubruch“ vor, da sie den „geschützten Bereich“ vertraulicher Hintergrundgespräche öffentlich gemacht habe. Die FDP-Politikerin Koch-Mehrin begrüßte es, dass Himmelreich den Mut gehabt habe, in ihrem Artikel „das Thema Anzüglichkeiten so offen zu benennen“. Bundesjustizministerin Sabine Leutheusser-Schnarrenberger (FDP) wertete Anfang Februar 2013 die Äußerung Brüderles als Kompliment: „Ein Kompliment ist doch was anderes, als wenn jemand tatsächlich übergriffig ist.“ – „Wenn ich auch ein Dirndl tragen kann und das steht mir gut, wo ist denn da die Beleidigung? Also ich möchte wirklich, dass man hier mal die Kirche im Dorf lässt.“ Brüderle selbst äußerte sich zunächst nicht zu den Vorwürfen. Beim ZDF-Sommerinterview 2013 sagte er in diesem Zusammenhang: „Es gibt Themen, zu denen muss man sich nicht äußern“. Erst im April 2014 meldete er sich öffentlich zu Wort und erklärte, die Bemerkung sei in Anwesenheit zahlreicher anderer Journalisten gefallen, von denen sich keiner, auch Himmelreich selbst nicht, beschwert habe. Vielmehr habe Himmelreich ihn auch nach dem Vorfall auf mehreren Terminen begleitet: „Sie ist mit mir im Auto mitgefahren. Das macht doch niemand, der sich belästigt fühlt. Sie hat sich ein Jahr lang nicht bei mir beschwert.“ ()

### Reaktionen in der Presse
Khuê Pham wies in Die Zeit darauf hin, dass Himmelreich den Begriff „sexuelle Belästigung“ selbst nie verwendet habe.
Anja Maier kommentierte in der taz, dass Himmelreich „nun ausgerechnet sie, das Opfer von Brüderles Sexismus, für ihre Kritiker zur Täterin“ werde. Das Nachrichtenmagazin Focus, die linke politische Wochenzeitung Jungle World und die Boulevardzeitung Bild berichteten im Februar 2013 darüber, dass Himmelreich „acht Monate nach ihrer Barbegegnung“ selbst in einem Artikel im Stern über Ilse Aigner geschrieben habe: „Bodenständig ist sie geblieben, und dirndltauglich ist sie eh.“